# Herb Leśnej
Herb Leśnej – jeden z symboli miasta Leśna i gminy Leśna w postaci herbu.

## Wygląd i symbolika
Herb przedstawia na błękitnej tarczy odwrócony złoty półksiężyc i złotą gwiazdę o sześciu ramionach. Nad tarczą czerwona corona muralis posiadająca trzy blanki oraz białe żyłowanie.
Herb nawiązuje do herbu Leliwa – jest to jego odwrócona pozycja.